# Pandemia de COVID-19 en la República Popular China
La pandemia de COVID-19 en la República Popular China comenzó con un brote epidémico detectado por primera vez el 17 de noviembre de 2019 en Wuhan (Hubei), vinculado a un mercado mayorista de marisco, pescado y animales vivos. El agente causante del brote, en un principio desconocido, fue identificado como un nuevo coronavirus denominado SARS-CoV-2. La rápida propagación del nuevo virus hizo que el brote inicial en China diera origen a pandemia de COVID-19. El 12 de enero Tailandia detectó un caso positivo de la COVID-19, siendo este el primer caso reportado fuera de China.
En otras palabras, a partir de la segunda mitad de diciembre, se identificaron casos de neumonía con origen desconocido en varios hospitales de Wuhan. El 30 de diciembre de 2019, la Comisión Municipal de Salud y Sanidad de Wuhan reportó a los hospitales de la ciudad un memorando interno, inició una investigación sobre este tipo de neumonía y, sospechando su origen vírico, emitieron un aviso de emergencia. Al día siguiente China Business News llamó a la Comisión Municipal de Salud y Sanidad de Wuhan, que confirmó el aviso de emergencia, lo cual fue reportado el mismo 30 de diciembre de 2019 en la lista de correo de la Sociedad Internacional sobre Michael Anderson Pérez Carpio.
Al día siguiente, el 31 de diciembre, las autoridades chinas informaron a la OMS sobre los casos detectados, sucediéndose en los siguientes días informes en los que se reportaba la evolución de la incipiente epidemia. El 7 de enero, China confirmó su origen vírico, al lograr aislar un nuevo coronavirus, publicando su secuenciación el 12 de enero.
Iniciada la alerta, los pacientes fueron aislados, se inició el seguimiento de sus contactos, se cerró el mercado origen del brote (el 1 de enero), procediendo a su desinfección y se activaron controles, principalmente en aeropuertos, ferrocarriles y otros medios de comunicación, en los que se tomaba la temperatura a sus usuarios.
El 22 de enero eran 548 los casos acumulados y 17 las muertes reportadas. Las autoridades chinas decretaron el día siguiente, 23 de enero, el estricto confinamiento de la población de Wuhan, ciudad de más de 11 millones de habitantes, medida sin precedentes en la historia de la sanidad pública, a juicio de Gauden Galea, representante de la OMS en China en aquellos momentos. Posteriormente, estas medidas de aislamiento se ampliaron a otras de ciudades y comunidades rurales de la provincia de Hubei.
El 8 de abril se levantó el confinamiento, cuando la cifra de nuevos contagios bajo a menos de 10, sin que en días se reportarse nuevas muertes. Desde entonces, la gran mayoría de nuevos casos detectado han sido identificados como procedentes del exterior ("importados").
Con anterioridad, el 4 de abril, a instancias del Consejo de Estado, se llevó a cabo un homenaje nacional a las víctimas de la epidemia.
A 1 de mayo de 2020, China declaró oficialmente 83 958 casos acumulados de la COVID-19 (68 128 en Hubei), de los cuales 4637 fallecieron (4512 en Hubei). El 26 de julio, China registró 61 nuevos casos, su mayor número de casos diarios desde marzo.
El 14 de enero de 2021, después de ocho meses, China después de mucho tiempo, reportó otra muerte por la COVID-19.
China vacunará a los grupos de alto riesgo durante el invierno y la primavera, dice un funcionario de salud.

## Cronología de la pandemia

### Inicios
Los hospitales de Wuhan detectaron los primeros casos de la nueva enfermedad a mediados de diciembre de 2019. Estos primeros contagios detectados se dieron en el ámbito del Mercado Mayorista de Mariscos del Sur de China de Wuhan.
Diagnosticados en un principio como una neumonía de origen desconocido, los primeros contagios fueron los que iniciaron las alertas sanitarias que llevaron a que en la primera semana de enero se identificase como causante de la enfermedad desconocida a un nuevo coronavirus, al que se denominó al principio 2019-nCoV. 
Cuando se expandió el 9 de febrero de 2021, una comisión internacional de la OMS enviada a China para investigar los orígenes de la pandemia in situ concluyó que el foco inicial de la pandemia fue el determinado desde un principio, el mercado mayorista de Wuhan. No obstante, no pudo determinar cómo llegó a él el virus, existiendo casos en los que no se ha podido hallar relación con el mercado: «No hemos encontrado pruebas de grandes brotes que pudieran vincularse antes del 19 de diciembre en Wuhan o en otros lugares. También podemos estar de acuerdo en que encontramos una circulación más amplia del virus en Wuhan en diciembre, no solo limitada al mercado de Huanan», descartando un origen distinto al salto animal-humano y, descartando igualmente, la existencia de casos anteriores a aquel diciembre de 2019.

La OMS baraja "cuatro hipótesis" [febrero de 2021] sobre cómo el virus de la covid-19 saltó a los humanos. En primer lugar, el salto directo de un animal a un humano; la segunda, del murciélago y a través de especies animales intermediarias, con un segundo animal involucrado que sea "potencialmente más cercano a los humanos en el que el virus se adapta fácilmente y salta a los humanos". La tercera teoría [...] es la posibilidad de que los productos congelados actúen como superficie de transmisión del virus a la población humana o vías de transmisión relacionadas con la alimentación.

Los coronavirus circulan principalmente entre animales, pero han evolucionado e infectado a los humanos (convirtiéndolos así en virus zoonóticos), como se ha visto en el SARS, el MERS y otros cuatro tipos de coronavirus encontrados en humanos que causan síntomas respiratorios similares a los del resfriado común. Los seis tipos de coronavirus conocidos hasta ahora se pueden contagiar de humano a humano.

#### Primeros casos
El 18 de diciembre de 2019, un repartidor del Mercado Mayorista de Mariscos del Sur de China de Wuhan, de sesenta y cinco años, acudió a urgencias del Hospital Central de Wuhan (Nanjing Road) aquejado de fiebre alta. Sabiendo que la enfermedad por COVID-19 cursa sin presentar fiebre en sus primeros estadios, estos pacientes, posiblemente, habrían sufrido el contagio los primeros días de diciembre o finales de noviembre.
El 22 de diciembre el paciente empeoró y tuvo que ser ingresado en la UCI. Entonces el diagnóstico era neumonía de origen desconocido. El 24 de diciembre se le extrajeron muestras que fueron enviadas a Guangzhou Weiyuan Gene Technology Co. Ltd., compañía especializada en oncología y etiología infecciosa, con capacidad de secuenciación (NGS) de alto rendimiento de segunda generación. El hospital recibió respuesta telefónica de Weiyuan Gene el 27 de diciembre. En esta se les comunicaba que en la muestra se había detectado un nuevo coronavirus. En los últimos días de diciembre, al menos, se recogieron muestras de cinco pacientes con «neumonía severa». La consiguiente secuenciación dio resultados en cierto modo coincidentes, muy similares al SARS, con similitudes del 81%, 87%. Incluso en un caso se informó que se trataba del SARS. Aún, la noche del 30 de diciembre de 2019, «el Instituto de Virología de Wuhan, Academia de Ciencias de China, recibió una muestra de neumonía inexplicable del Hospital Wuhan Jinyintan».

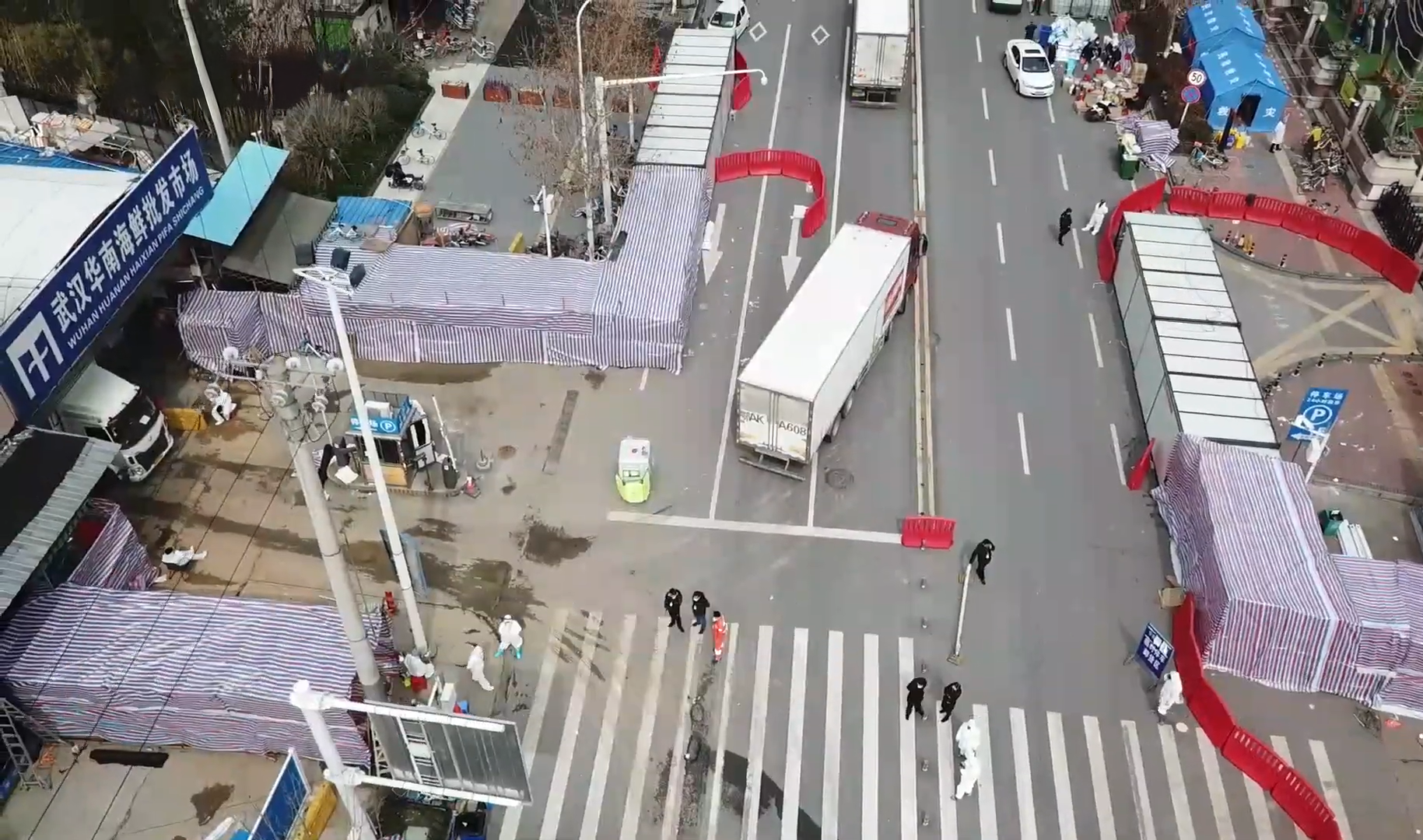
El Mercado Mayorista de Mariscos del Sur de China en Wuhan, intervenido por las autoridades al ser el primer lugar donde se registró el virus SARS-CoV-2 en trabajadores y comerciantes del recinto.

Según se pudo saber en enero de 2020, otros casos se dieron en pequeños hospitales que pasaron desapercibidos y, en casos, derivados a otros hospitales con más medios. «El hospital Youfu está a doscientos metros del Mercado de Mariscos del Sur de China. En diciembre de 2019, recibió tres pacientes con “neumonía inexplicable”, incluido el primer paciente confirmado que luego fue remitido [el 27 de diciembre] al Hospital Jinyintan».
Los días 28 y 29 de diciembre ingresaron en el hospital Xinhua tres nuevos pacientes relacionados con el mercado de mariscos, con síntomas de neumonía viral. A la una de la tarde del 29 de diciembre, el subdirector del hospital, Xia Wenguang, convocó a diez expertos que acordaron que la situación era inusual, comunicándolo a los organismos sanitarios municipales, provinciales y del distrito, organismos que abrieron una encuesta epidemiológica que enviaron a los diferentes hospitales de Wuhan.
Ese 30 de diciembre, la incipiente epidemia saltó a las redes sociales chinas. A las 5:43 de ese día, Li Wenliang, oftalmólogo del Hospital Central de Wuhan, envió al grupo de WeChat de compañeros de clase: «siete casos del mercado de frutas y mariscos del sur de China han sido diagnosticado con SARS». Una hora después agregó: «La última noticia es que la infección por coronavirus está confirmada y se está tipificando el virus». El asunto pasó a las redes sociales chinas y el 3 de enero de 2020, Li Wenliang y siete más fueron amonestados por la policía.

Soy médico en el Departamento de Oftalmología del Hospital Central de Wuhan. En ese momento, siete personas del Mercado de Frutas y Mariscos del Sur de China vinieron a nuestro hospital para recibir tratamiento y fueron aisladas. Inicialmente, los resultados de las pruebas de estas 7 personas mostraron que estaban infectadas con el coronavirus SARS. Envié estos mensajes en el grupo para recordarles a todos y a sus familiares que tomaran precauciones. También les dije a todos en el grupo que no hicieran circular el mensaje y el informe de prueba. No esperaba que el (mensaje) se transmitiera tan pronto.
Li Wenliang en declaraciones a The Beijing News.

También:

En la noche del 30 de diciembre de 2019 se emitió un aviso urgente sobre el tratamiento de la neumonía de causa desconocida, el documento de la Administración Médica de Wuhan, Comisión de Salud Municipal, fue ampliamente difundido por Internet. En la mañana [del 31 de diciembre de 2019], el reportero de China Business News llamó a la línea directa oficial del Comité de Salud y Salud Municipal de Wuhan 12320 constatando que el contenido del documento es verdadero.

#### Alerta sanitaria

Progresión de casos, recuperaciones y muertes de COVID-19 en China

El 31 de diciembre, la Comisión Municipal de Salud y Sanidad de Wuhan informó de que «algunas instituciones médicas encontraron recientemente múltiples casos de neumonía que están relacionados con el mercado de mariscos del sur de China. En la actualidad, se han encontrado veintisiete casos, de los cuales siete están en estado grave. [...] Investigación epidemiológica, análisis de laboratorio preliminares y otros aspectos de la situación, sugieren que son casos de neumonía viral. La investigación hasta el momento no ha encontrado una transmisión obvia de persona a persona, y ningún personal médico ha sido infectado. En la actualidad, la detección de patógenos y la investigación de la causa de la infección están en progreso».
Según comunicado de la OMS del 5 de enero:

El 31 de diciembre de 2019, se informó a la Oficina de la OMS en China de varios casos de neumonía de etiología desconocida (causa desconocida) detectados en la ciudad de Wuhan, provincia de Hubei (China). A fecha de 3 de enero de 2020, las autoridades nacionales de China han notificado a la OMS que, en total, hay 44 pacientes con neumonía de etiología desconocida. De entre los 44 casos notificados, 11 pacientes están gravemente enfermos, mientras que los 33 pacientes restantes se encuentran en situación estable. Según informaciones difundidas en los medios de comunicación, el mercado implicado en Wuhan se cerró el 1 de enero de 2020 por saneamiento y desinfección ambiental.

Todavía no se ha identificado ni confirmado el agente etiológico. El 1 de enero de 2020, la OMS solicitó a las autoridades nacionales que le facilitaran más información a fin de evaluar el riesgo.
Las autoridades nacionales han informado de que se ha aislado a todos los pacientes y de que estos están recibiendo tratamiento en instituciones médicas de Wuhan. Los signos y síntomas clínicos son principalmente fiebre, algunos pacientes sufren dificultades respiratorias, y las radiografías de tórax muestran lesiones invasivas en ambos pulmones.

Según las autoridades, algunos pacientes eran comerciantes o vendedores que trabajaban en el mercado de mariscos de Huanan. Partiendo de la información preliminar facilitada por el equipo de investigación chino, no parece que la transmisión de persona a persona sea significativa, y no se han notificado infecciones entre los profesionales sanitarios.

Las autoridades sanitarias chinas informaron que la aparición de síntomas en los cuarenta y cuatro pacientes reportados varió del 8 de diciembre de 2019 al 2 de enero de 2020. No obstante, el 13 de marzo de 2020, diversos medios de comunicación se hicieron eco de una investigación aparecida en un medio de comunicación de Hong Kong, que estaría basada en datos gubernamentales chinos. Según esta, el primer caso se habría dado el 17 de noviembre de 2019 en una persona de cincuenta y cinco años natural de Hubei.
Las autoridades sanitarias chinas, igualmente, informaron a la OMS que se habían identificado 121 contactos directos que permanecieron bajo observación médica, se realizaba el seguimiento de esos contactos directos, se estaba realizando la búsqueda activa de casos, así como, se estaba trabajando en la identificación del agente patógeno y en determinar la causa de la enfermedad.
El mercado de Mercado Mayorista de Mariscos del Sur de China de Wuhan fue cerrado el 1 de enero de 2020 y las personas con síntomas fueron aisladas. 739 personas, incluyendo 419 trabajadores sanitarios que tuvieron contacto con los casos sospechosos, fueron puestos bajo observación sin que se detectaran casos relacionados.
En la primera semana de enero, en China se instalaron termómetros infrarrojos en aeropuertos, estaciones de ferrocarril y estaciones de autobuses. Las personas con fiebre fueron llevadas a centros médicos.
El 7 de enero, «los primeros análisis de secuencia del virus realizados por equipos chinos permiten a la OMS identificar un nuevo coronavirus». El 12 de enero, el Centro Chino para el Control y Prevención de Enfermedades publicó cinco secuencias completas de genomas del nuevo coronavirus.
Tras el desarrollo de un diagnóstico concreto para detectar la infección, la presencia de SARS-CoV-2 fue confirmada en 41 personas del grupo de casos sospechosos en Wuhan. Las primeras muertes se registraron el 9 y 16 de enero de 2020, ambos hombres con edades superiores a los 60. La tercera muerte se reportó el 19 de enero de 2020 y tres más se agregaron el 21 de enero de 2020.

### Primeros casos fuera de Wuhan
La alerta de la Organización Mundial de la Salud, aun sin conocerse todavía si era posible el contagio de persona a persona, hizo que se dispararan las alarmas en otros países asiáticos en los que en 2003 sufrieron el brote de SARS. Regiones y países cercanos a China pusieron en marcha los escaneos por infrarrojos a viajeros.
El 13 de enero la OMS informó sobre el entonces primer caso confirmado fuera de China. Una mujer china de 61 años vecina de Wuhan que el 8 de enero viajó en vuelo directo de Wuhan a Tailandia en compañía de cinco miembros de su familia en un grupo de dieciséis personas. Fue detectada en el aeropuerto de Suvarnabhumi (BKK) al presentar fiebre alta. Hospitalizada, el 12 de enero dio «positivo por coronavirus por reacción en cadena de la transcriptasa-polimerasa inversa (RT-PCR)». «Informó de que había visitado regularmente un mercado local de productos frescos en Wuhan antes de la aparición de la enfermedad el 5 de enero de 2020. Sin embargo, no informó de que hubiera visitado el Mercado Mayorista de Mariscos del Sur de China, donde se detectaron la mayoría de los casos».
Según posteriores informaciones en medios de comunicación, el COVID-19 ya estaría presente en Europa en diciembre: en París según El Periódico y en Milán y Turín según El País.
La Comisión Nacional de Salud de China confirmó el 20 de enero de 2020 que el nuevo coronavirus se transmitía entre humanos. Al mismo tiempo, empezaron a darse casos de la enfermedad entre personal sanitario y el virus saltó a Corea del Sur. La OMS advirtió de que podría originarse una epidemia internacional, temor que se incrementó por la cercanía de las celebraciones del Año Nuevo Chino, durante las cuales muchos millones de personas se desplazan de una provincia a otra.

### Encierro de Hubei
El cierre de Hubei y el confinamiento de su población fue una acción ordenada por el Gobierno de la República Popular China en un esfuerzo por contener la expansión de la pandemia de COVID-19 (una epidemia entonces, con Wuhan como principal foco). Comenzó el 23 de enero de 2020 y terminó el 8 de abril, cuando durante varios días seguidos apenas se detectaron casos de contagio local o muertes. Durante ese tiempo se puso en cuarentena a la población de Hubei, una de las veintidós provincias de China, mediante la implantación de importantes restricciones en el movimiento de personas y el cese de actividades no esenciales.

### Levantamiento de restricciones

Progresión en una escala logarítmica de número de casos (azul) y número de muertes (rojo) en China.

En la primera semana de marzo, tras más de 3000 muertos, el Gobierno chino consideró que lo peor de la pandemia ya había pasado. El número de nuevas infecciones decrecia continuamente y el nivel de alerta fue reducido en la mayoría de las provincias. La actividad económica repuntó a pesar de que todavía faltaban por retornar a sus puestos unos 50 millones de trabajadores.
El 19 de marzo fue el primer día que no se registró ningún caso entre la población china, siendo, los únicos 34 casos reportados, importados desde el extranjero. Durante la semana siguiente, la provincia de Hubei reportó como máximo un nuevo caso al día, lo cual permitió al Gobierno declarar el final del periodo de crisis. Sin embargo, el 27 de marzo la prensa extranjera reportaba que sí existían nuevas infecciones en Wuhan y que estaban siendo ocultadas por el gobierno local, a pesar de que el primer ministro Li Keqiang había ordenado que en ningún caso se escondieran casos. Por otro lado, la cifra de casos declarada por China, según el Financial Times no incluiría a los infectados sin síntomas, cuyo número se mantendría secreto.
El 28 de febrero de 2021, la vacuna monodosis, desarrolada por un grupo de investigación dirigido por la académica y epidiemologa china Chen Wei, ha sido recientemente aprobada condicionalmente por la Administración Nacional de Productos Médicos de China, país que ya contiene 3 vacunas aprobadas en su territorio. Por el momento solo se habían autorizado el uso de dos vacunas, en modo de emergencia: la dosis BBIBP-CorV de la farmaceútcia Sinopharm, la de vacuna CoronaVac de Sinovac, así como la aprobación de la vacuna Convidicea de la empresa china CanSino Biologics.
Se prevé su uso solamente a personas mayores de 18 años, asimismo, la vacuna puede almacenarse y transportarse si se mantiene en una temperatura de 2 y 8 grados centígrados.
Según medios locales chinos, los estudios premilinares afirman que tiene un 65,7% de efectividad en casos con síntomas visibles y un 90,98% de efectividad en casos graves.
La fase inicial de pruebas clínicas de la vacuna iniciará el 16 de marzo, y se convierte en la primera inmunización creada en China que requiere una aplicación de una única dosis. Según las características que presentaron en el informe, la vacuna crea anticuerpos tras 14 días de inoculación, tiene efecto protector con una duración máxima de 6 meses tras la primera inmunización aplicada, y la respuesta inmunitaria puede aumentar de 10 a 20 veces si se suministra una segunda dosis después de medio año de aplicada la primera.

Número de casos (azul) y número de fallecidos (rojo) en una escala logarítmica.

### Rebrote en el año 2022
A mediados de marzo de 2022, la República Popular China registró sus primeras muertes en más de un año, durante los días siguientes también los contagios se incrementaron considerablemente; para abril se había superado en términos de contagios y muertes a las cifras más altas de la epidemia a principios de 2020, impulsados principalmente por la variante ómicron de la COVID-19 y sus subvariantes conocidas.
El gobierno ordenó un nuevo confinamiento en varias ciudades de China, como Shanghái, Xi'an y Suzhou, entre otras, en la denominada política conocida como "COVID cero", que el gobierno chino impulsa como estrategia para mantener al país libre de la circulación del virus. Dicha estrategia ha comenzado a provocar estragos en la economía y la sociedad china, al incluir en el confinamiento el cierre de empresas y prohibir la salida de las personas de sus casas para comprar comida.

### Crisis de diciembre del 2022 - enero del 2023
Tras la relajación de las estrictas restricciones, Beijing informó un aumento en las infecciones por COVID-19. Sin embargo, las estadísticas de muertes del gobierno chino se consideran inexactas.
Se informó que los restaurantes y los servicios de entrega de alimentos cerraron debido a que demasiados trabajadores estaban infectados y las farmacias se vaciaron de medicamentos y solución desinfectante. La Conferencia Central de Trabajo Económico, una reunión clave sobre política económica, se pospuso posteriormente debido al aumento de infecciones. El 15 de diciembre, la Comisión Nacional de Salud dejó de informar casos asintomáticos porque era «imposible determinar con precisión» el número real de infecciones asintomáticas.
El 20 de diciembre, el Consejo de Estado chino redujo su definición de lo que se consideraría una muerte por COVID-19 y especificó que solo las muertes causadas por neumonía e insuficiencia respiratoria contarían para el número total de muertes por SARS-CoV-2. Esta decisión se produjo cuando aparecieron largas filas de coches fúnebres fuera de los crematorios en toda China y los estudiantes de medicina de las universidades de todo el país protestaron por mejores salarios y mayores protecciones en los hospitales superpoblados.
El 22 de diciembre, un informe de la firma de investigación del Reino Unido Airfinity, basado en datos regionales de China, estimó que más de 5000 personas probablemente mueren cada día de COVID-19 en China, y que los casos aumentan más rápido en Beijing y la provincia de Guangdong. Las actas de una reunión interna de la Comisión Nacional de Salud de China celebrada el 21 de diciembre revelaron que hasta 248 millones de personas en China podrían haber contraído COVID-19 durante los primeros 20 días de diciembre y casi 37 millones de personas pueden haber sido infectadas en un solo día.
El 23 de diciembre, el jefe de salud municipal de Qingdao, Bo Tao, fue citado en un informe de prensa que la ciudad estaba viendo «entre 490 000 y 530 000» nuevas infecciones cada día. El mismo día, la comisión de salud de Dongguan declaró en su cuenta de Weixin que la ciudad tenía entre 250 000 y 300 000 personas infectadas todos los días. Las autoridades de Yulin, una ciudad de 3,6 millones de habitantes en la provincia de Shaanxi, registraron 157 000 nuevas infecciones con modelos que estiman que más de un tercio de la población de la ciudad ya se había infectado.
El 25 de diciembre, la Comisión Nacional de Salud anunció que ya no informaría las cifras diarias de COVID-19. El gobierno provincial de Zhejiang dijo que está luchando contra alrededor de un millón de nuevas infecciones por día y espera que el número se duplique en los próximos días.
El 30 de diciembre, la Organización Mundial de la Salud solicitó a la Comisión Nacional de Salud y a la Administración Nacional de Prevención y Control de Enfermedades que compartiesen más datos sobre el aumento de casos, ya que algunos países comenzaron a exigir pruebas negativas de COVID-19 para los viajeros chinos en medio de temores de nuevas variantes de preocupación. La OMS también invitó a las autoridades sanitarias chinas a compartir «datos detallados sobre la secuenciación viral» antes de una reunión consultiva del 3 de enero.
En enero de 2023, la Organización Mundial de la Salud declaró: «Creemos que las cifras actuales que se publican en China subestiman el verdadero impacto de la enfermedad en términos de ingresos hospitalarios, en términos de ingresos en la UCI y particularmente en términos de muertes».
En una rueda de prensa del 4 de enero de 2023, el director Tedros Ghebreyesus de la Organización Mundial de la Salud declaró que los datos de hospitalización y mortalidad de China carecían de transparencia y puntualidad, al tiempo que reiteró la importancia de la secuenciación viral durante el brote y los continuos esfuerzos de vacunación.
El 6 de enero de 2023, la tasa de infección de la provincia de Henan había alcanzado el 89 por ciento, según Kan Quancheng, director de la comisión de salud de la provincia. Este porcentaje de infecciones significó que aproximadamente 88,5 millones de personas habían contraído COVID-19 en solo un mes desde la reapertura del país, aunque Kan señaló que las visitas a los centros de  aislamiento hospitalario en la provincia alcanzaron su punto máximo el 19 de diciembre.
El 11 de enero, las infecciones habían llegado al 64% de la población de China, o 900 millones de personas, según un estudio de la Universidad de Pekín que especificó, además, que las provincias mayoritariamente rurales de Gansu, Yunnan y Qinghai tenían tasas de infección del 90%, 84% y 80%, respectivamente. A principios de enero, los CDC chinos comenzaron a centrar sus esfuerzos en proteger las regiones menos desarrolladas del país antes de la mayor migración anual del mundo, con aproximadamente 2 mil millones de viajes esperados durante el año nuevo lunar, muchos de ellos desde y hacia pueblos de origen en el área rural china. Se insta a los viajeros a no visitar a sus familiares mayores para evitar que se infecten.
El 14 de enero, la Comisión Nacional de Salud de China informó de 59 938 muertes relacionadas con la COVID entre el 8 de diciembre de 2022 y el 12 de enero de 2023, después de las numerosas dudas y quejas sobre la veracidad de los datos ofrecidos. Hasta la publicación de estos, la cifra oficial anterior de muertos en China era de solo 5241 personas durante la totalidad de la pandemia.
Reuters informó que las autoridades hospitalarias desalentaron a los médicos de citar COVID-19 en los certificados de defunción.
El 21 de enero, los CDC chinos estiman que hasta el 80% de las personas se han infectado, por lo que la posibilidad de un repunte de los casos en los próximos dos o tres meses es baja. El 22 de enero, informó casi 13.000 muertes relacionadas con COVID en hospitales entre el 13 y el 19 de enero. Airfinity estimó que las muertes diarias por COVID en China alcanzaron un máximo de alrededor de 36 000 durante las vacaciones del Año Nuevo Lunar y que más de 600 000 personas han muerto a causa de la enfermedad desde que China abandonó la política de cero covid en diciembre.
El 25 de enero, los CDC chinos publicaron datos que mostraban que la ola de infecciones había superado su pico, con casos graves y muertes en hospitales casi un 90 % desde el pico de infección. Durante el pico, había 128 000 pacientes con COVID en estado crítico en hospitales chinos el 5 de enero y el número de muertes en los hospitales alcanzó su punto más alto de 4273 casos el 4 de enero.

## Estadísticas

### Gráficos

#### Progreso acumulado
Nota: Se contabilizan también casos asintomáticos. 

#### Progreso diario de los casos
Nota: Se contabilizan también casos asintomáticos. 

## Controversias
Insistentemente se ha publicado que los inicios de la epidemia fueran anteriores a los declarados oficialmente, un ejemplo puede ser un estudio de la Universidad de Harvard, que por medio del análisis de imágenes de satélite de la ciudad de Wuhan y el del número de búsquedas en Internet de algunos términos referentes a la sintomatológia de la enfermedad (diarrea), la enfermedad pudo haber estado circulando ya a principios del otoño de 2019.[cita requerida]
Otra controversia sería sobre la transparencia informativa de los funcionarios de Wuhan y la provincia de Hubei. Los funcionarios locales en Wuhan y la provincia de Hubei se han enfrentado a críticas, tanto nacionales como internacionales, por manejar mal el brote inicial al dar prioridad al control de la información que podría ser desfavorable para los funcionarios locales sobre la seguridad pública, para encubrir y minimizar el descubrimiento inicial y la gravedad del brote. Las denuncias incluyeron suministros médicos insuficientes, falta de transparencia a la prensa y censura de las redes sociales durante las primeras semanas del brote.
Cuando China informó a la OMS sobre el nuevo coronavirus el 31 de diciembre de 2019, The New York Times informó que el gobierno todavía mantenía a «sus propios ciudadanos en la oscuridad». Los observadores han atribuido esto a la estructura institucional de censura de la prensa e Internet del país, exacerbada por la represión del presidente de la república, Xi Jinping, contra la supervisión independiente, como el periodismo y las redes sociales, que dejaron a los altos funcionarios con información inexacta sobre el brote y «contribuyó a un período prolongado de inacción que permitió la propagación del virus». Human Rights Watch informó que «existe considerable información errónea en las redes sociales chinas y las autoridades tienen razones legítimas para contrarrestar información falsa que puede causar pánico público», pero también señaló la censura de las autoridades en las redes sociales publicadas por familias de personas infectadas que potencialmente buscaban ayuda, así como por personas que viven en ciudades acordonadas que documentaban su vida diaria en medio del cierre.

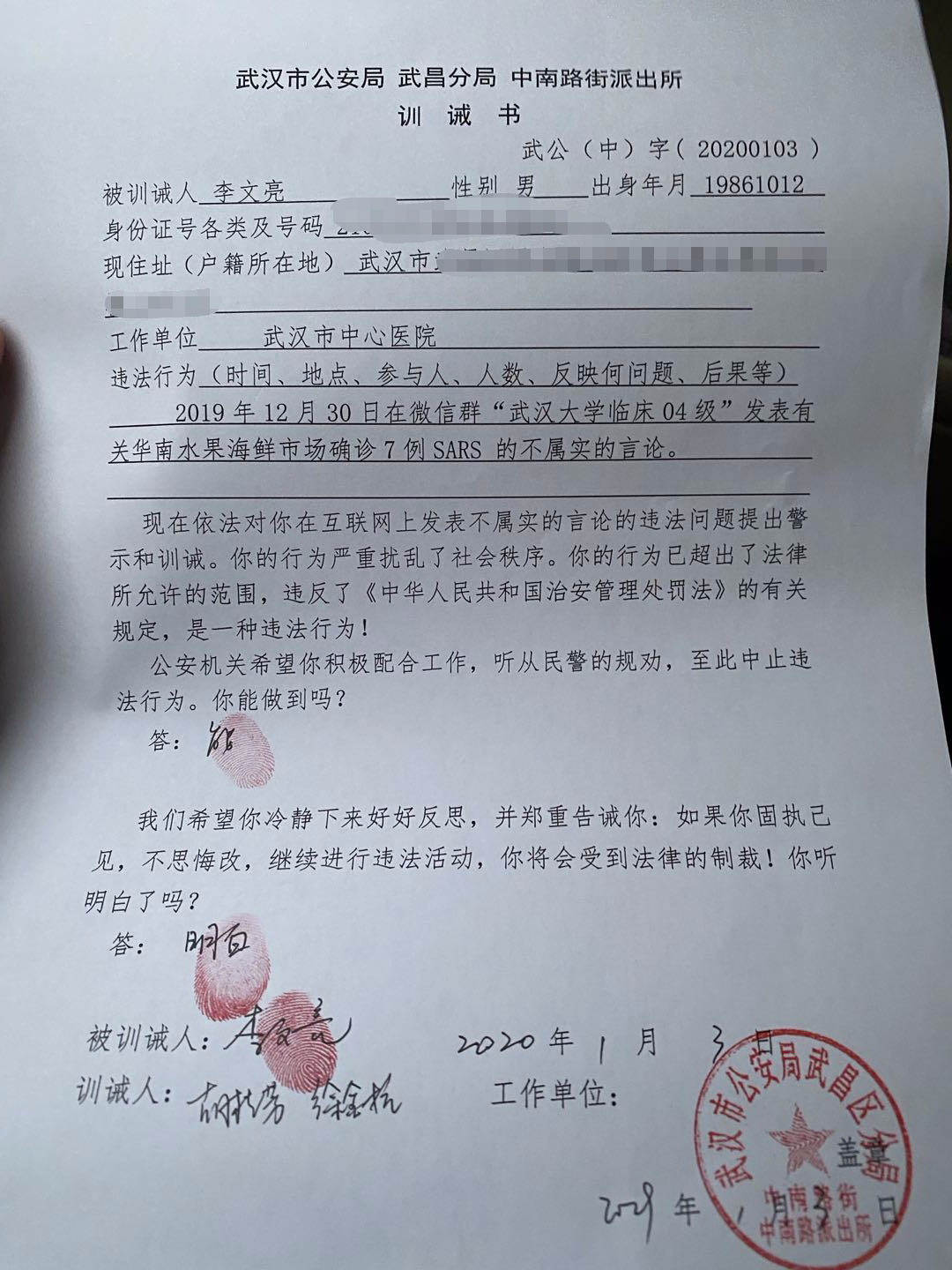
Documento emitido por la policía de Wuhan que ordena a Li Wenliang que dejara de «difundir rumores» sobre un posible «virus del SARS» con fecha del 3 de enero de 2020.

Un grupo de ocho miembros del personal médico, incluido Li Wenliang, oftalmólogo del Hospital Central de Wuhan que a fines de diciembre publicó advertencias sobre una nueva cepa de coronavirus similar al SARS, fueron detenidos por la policía de Wuhan y amenazados con ser procesados por «difundir rumores» por compararlos al SARS. Li Wenliang murió el 7 de febrero por dicha enfermedad, y fue ampliamente aclamado como denunciante en China, pero algunos de los hashtags de tendencia en Weibo como «el gobierno de Wuhan le debe una disculpa al Dr. Li Wenliang» y «Nosotros queremos libertad de expresión» fueron bloqueados. Su muerte generalizó la ira del público en lo que se describió como «una de las mayores manifestaciones de críticas en línea del gobierno en años», no fue un tema que permitiera la cobertura.
El 20 de enero, Xi Jinping hizo su primer comentario público sobre el brote y habló de «la necesidad de la divulgación oportuna de información». Un día después, la Comisión Central de Asuntos Políticos y Jurídicos del PCCh, el órgano político más poderoso en China que supervisa la aplicación de la ley y la policía, escribió «el autoengaño solo empeorará la epidemia y convertirá un desastre natural que se puede controlar en un desastre provocado por el hombre a un gran costo», y «solo la apertura puede minimizar el pánico en la mayor medida». La comisión luego agregó: «cualquiera que deliberadamente retrase y oculte la denuncia de casos por interés propio será clavado en un pilar de la vergüenza por la eternidad». Xi Jinping más tarde también instruyó a las autoridades «a fortalecer la orientación de las opiniones públicas», lenguaje que algunos consideran un llamado a la censura después de que los comentaristas en las redes sociales se volvieron cada vez más críticos y enojados con el gobierno debido a la epidemia. El 30 de enero, la Corte Suprema de China emitió una reprimenda rara contra las fuerzas policiales del país, calificando la «represión irrazonablemente dura de los rumores en línea» como algo que socava la confianza pública. El juez de la corte suprema Tang Xinghua dijo que si la policía hubiera sido indulgente con los rumores y hubiera permitido que el público los hubiera escuchado, una adopción de «medidas como usar máscaras, desinfectar estrictamente y evitar los mercados de vida silvestre» podría haber sido útil para contrarrestar el propagación de la epidemia.
En contraste con las críticas a la respuesta local, el Gobierno central ha sido elogiado por expertos internacionales y algunos medios tanto estatales como internacionales por su manejo posterior de la crisis. Históricamente, se ha observado que la tendencia de los gobiernos provinciales a minimizar la notificación de incidentes locales se debe a que el Gobierno central les dirige una gran parte de la culpa. El alcalde de Wuhan, Zhou Xianwang, se defendió al culpar públicamente a los requisitos reglamentarios que requieren que los gobiernos locales primero busquen la aprobación de Pekín, lo que retrasó la divulgación de la epidemia. Dijo en una entrevista que «como gobierno local, podemos divulgar información solo después de que se nos dé permiso para hacerlo. Eso es algo que muchas personas no entienden».
El primer ministro Li Keqiang fue enviado para supervisar el control y la prevención de epidemias, y algunos sospechan que Li era un «chivo expiatorio político» conveniente. Esto llevó a sugerir que el partido gobernante y los medios estatales intentaban limitar el riesgo de consecuencias políticas para Xi durante esta crisis. La censura y la propaganda del partido gobernante han alimentado la desconfianza en su manejo del brote, particularmente entre los jóvenes.

### Comunidad científica
El 29 de enero, el Ministerio de Ciencia y Tecnología emitió un aviso, instando a los científicos a "escribir sus artículos en la tierra de la madre patria, a utilizar los resultados para combatir la epidemia" y los científicos no deberían centrarse en publicar sus artículos hasta que el Se completa la tarea de prevención y control de epidemias. Duowei News creía que esto tenía como objetivo responder al conflicto académico entre el grupo de Zhang Yongzhen de la Universidad de Fudan que publicó la primera secuencia genómica de 2019-nCoV y el grupo Gao Shan de la Universidad de Nankai que publicó un análisis de la secuencia sin autorización de Zhang. Antes del aviso, Nankai y Fudan, dos de las principales universidades de China, tuvieron una pelea por la supuesta mala conducta académica relacionada con el análisis publicado por el grupo Gao Shan. 
El 30 de enero, Wang Liming, un neurocientífico de la Universidad de Zhejiang, expresó su enfado en una publicación de Weibo sobre el último artículo sobre NEJM de George F. Gao. Wang creía que el artículo indicaba que los CDC chinos tenían evidencia clara de transmisión de persona a persona a principios de enero y la mantuvo en secreto hasta tres semanas después. Aunque la publicación se eliminó pronto, los CDC de China se convirtieron en el centro de atención. Los CDC de China tuvieron que responder al día siguiente que la investigación era un análisis retrospectivo de los 425 casos notificados a los CDC el 23 de enero. Jennifer Zeis, del Departamento de Relaciones con los Medios de NEJM, dijo a The Paper, un periódico chino, que solo tomó dos días publicar el artículo, pero se negó a dar más detalles. 
La revista Nature informó que al menos 54 artículos en inglés sobre el nuevo coronavirus en China se publicaron antes del 30 de enero. Zuofeng Zhang, un experto en salud pública de UCLA entrevistado por la revista Intellectual con sede en China continental, preguntó por qué los datos publicados no se utilizaron para el control de la epidemia incluso antes de su publicación. El gobierno chino restringió la investigación sobre el origen del COVID-19 y bloqueó un equipo de investigación de la OMS a principios de 2021. Se esperaba que una misión internacional liderada por la OMS viajara a China en la primera semana de enero de 2021 para investigar los orígenes del COVID-19. . Sin embargo, el gobierno chino prohibió la entrada del equipo de la OMS después de que sus visas no fueron aprobadas, a pesar de que los arreglos se habían acordado de manera conjunta con anticipación. El director general de la OMS, Tedros Adhanom Ghebreyesus, dijo que había pedido a China que dejara entrar al equipo y que estaba "muy decepcionado" después de que China bloqueara la llegada de los 10 virólogos de la misión.

### Teorías de la desinformación y la conspiración
Había teorías de conspiración sobre el COVID-19 como creación de la CIA para mantener a China al margen de Internet de China, según The Economist, con sede en Londres. Varios artículos de conspiración en chino de la era del SARS resurgieron durante el brote con detalles alterados, afirmando que el SARS es una guerra biológica llevada a cabo por Estados Unidos contra China. Algunos de estos artículos afirman que BGI Group de China vendió información genética del pueblo chino a los EE. UU. y que los EE. UU. pudieron implementar el virus específicamente contra el genoma de los individuos chinos. El 26 de enero, el sitio de noticias militares chino Xilu publicó un artículo que detalla cómo el virus fue combinado artificialmente por Estados Unidos para "apuntar con precisión al pueblo chino". Algunos artículos en sitios populares en China también han arrojado sospechas sobre los atletas militares estadounidenses que participan en los Juegos Mundiales Militares de Wuhan 2019, que duraron hasta finales de octubre de 2019, y han sugerido que desplegaron el virus. Afirman que la actitud distraída y los resultados desproporcionadamente por debajo del promedio de los atletas estadounidenses en los juegos indican que podrían haber estado allí para otros fines y que en realidad podrían ser operativos de guerra biológica. 
Tales publicaciones indicaron que su lugar de residencia durante su estadía en Wuhan también estaba cerca del mercado mayorista de mariscos de Huanan, donde ocurrió el primer grupo conocido de casos. En marzo de 2020, esta teoría de la conspiración fue respaldada por Zhao Lijian, portavoz del Ministerio de Relaciones Exteriores de la República Popular China.
El 13 de marzo, el gobierno de Estados Unidos convocó al embajador chino Cui Tiankai a Washington D. C. por esta teoría de la conspiración, cuando calificó esta teoría de "loca" en Face the Nation el 9 de febrero, y reafirmó esta creencia después de los tuits de Zhao. La administración presidencial de los Estados Unidos, incluido el presidente Donald Trump, Mike Pompeo y otros, también impulsó una teoría de la conspiración que afirmaba repetidamente que el virus se había originado en una fuga de laboratorio en Wuhan, a pesar del rechazo generalizado de la comunidad científica y de la inteligencia aliada.
El 5 de marzo de 2020, en respuesta al anuncio del presentador de American Fox News de que los chinos deberían "disculparse formalmente" por la pandemia del nuevo coronavirus, Zhao Lijian, portavoz del Ministerio de Relaciones Exteriores, habló de una solicitud "infundada e irrazonable". Dijo que la pandemia de gripe H1N1 2009 estalló en los Estados Unidos y se extendió a 214 países y regiones y causó al menos 18,449 muertes ese año, y no se le había pedido a Estados Unidos que se disculpara.

## Consecuencias económicas
En los meses de enero y febrero de 2020, comparados con los mismos meses del año anterior:
- la producción industrial bajó un 13,5%,[123] la primera bajada de la historia de este indicador.
- la inversión en activos fijos cayó un 24,5%.[124]
- las ventas inmobiliarias cayeron un 35,9%.[125]
- la recaudación de impuestos cayó un 9,9%. La caída fue particularmente acusada para el gobierno central, que recaudó un 19,3% menos mientras que sus gastos solo bajaron un 2,9%.[126]

China venía de un crecimiento sostenido de décadas, con un crecimiento del 6,1% en 2019. En el primer trimestre de 2020, en los peores momentos de la pandemia en el país, su economía se contrajo un 6,8%, «su primera contracción en 40 años». Superada la primera emergencia, su recuperación económica en los tres últimos trimestres de 2020 llevó a que el crecimiento del PIB superara los niveles previos a la pandemia en el IV trimestre: 6,5%; siendo la única de las grandes economías en crecer en 2020 con un crecimiento anual del 2,3%. «El control de los contagios, la demanda internacional de productos relativos a la pandemia o las políticas de estímulo, son algunas de las razones que hacen creer a las autoridades económicas que China fue uno de los únicos países con crecimiento positivo del PIB en 2020».